# Ricardo Alves
Ricardo Miguel Martins Alves (n. 9 mai 1991, Vila Nova de Cerveira⁠(d), Alto Minho Subregion⁠(d), Portugalia), cunoscut ca Ricardo Alves, este un fotbalist portughez care evoluează pe postul de fundaș central la clubul din Segunda Liga, Clube Desportivo de Tondela[*].

## Palmares
Astra Giurgiu
- Liga I (1): 2015-16